# Ferrovia Uerikon-Bauma
La ferrovia Uerikon-Bauma  (acronimo UeBB) era una linea ferroviaria a scartamento normale della Svizzera.

## Storia
Il promotore della ferrovia Uerikon-Bauma fu Adolf Guyer-Zeller, un imprenditore di Neuthal. Il suo proposito era quello di creare un collegamento per la Ferrovia del Gottardo. Il primo proposito era di portare la linea fino a Eschlikon in Thurgau ma venne abbandonato. Guyer-Zeller aveva interessi personali per cui la linea venne disposta molto vicina alle sue fabbriche tessili. La concessione venne rilasciata nel luglio 1885. Nel 1898 iniziò la costruzione e nel 1901 vi fu l'inaugurazione della UeBB (popolarmente chiamata Überbeibahn).

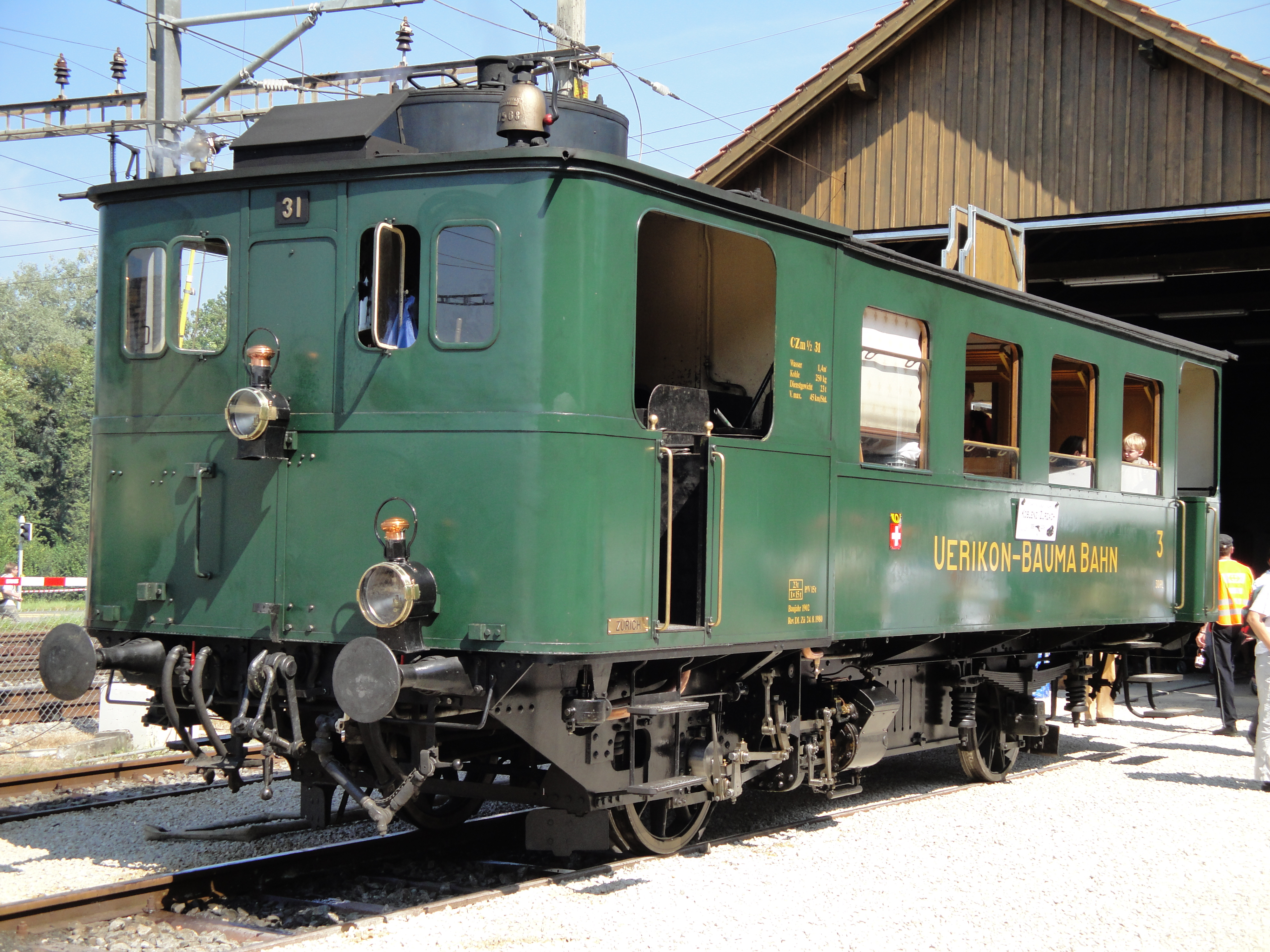
Automotrice a vapore della UeBB perfettamente restaurata e funzionante

La linea, lunga 25,3 km , iniziava da Uerikon sul Lago di Zurigo servendo Hombrechtikon, Wolfhausen, Bubikon, Dürnten, Hinwil, Ettenhausen-Emmetschlo, Bäretswil e Neuthal e giungendo a Bauma sulla Tösstalbahn. Venne aperta con cinque coppie di treni giornalieri e con trazione a vapore. Nel 1907 divenne delle FFS accusando tuttavia scarsa redditività e negli anni intorno al 1948, sempre forti disavanzi.
Con un referendum del 1946 il Canton Zurigo decise la riorganizzazione delle tre linee dell'Oberland Zurighese Uerikon-Bauma, Uster-Oetwil e Wetzikon-Meilen. La sezione Hinwil-Bäretswil-Bauma venne acquisita dalla Confederazione il 15 luglio 1947, elettrificata e riattivata a fine 1947 con treni passeggeri delle FFS fino al 1969. La UeBB è rimasta operativa fino a ottobre 1948; dopo le rotaie sono state interrotte tra Uerikon e Hombrechtikon e tra Hinwil e Dürnten. Il materiale rotabile è stato poi venduto a varie società ferroviarie.
Della linea ferroviaria resta aperto, oltre alla sezione Hinwil-Bauma, solo un raccordo industriale tra Wolfhausen e Bubikon. Nella sezione Uerikon-Hombrechtikon-Wolfhausen sussistono solo alcuni resti del percorso vecchio: un terrapieno della ferrovia tra Brunegg Uerikon e Hombrechtikon, muri di contenimento sopra Uerikon e nella direzione Dürnten Edikon. Dal 1978 la ferrovia museo Dampfbahn-Verein Zürcher Oberland (DVZO) percorre, nei fine settimana d'estate, il tratto Hinwil-Bauma. La DVZO rilevò nel 2000 dalle FFS la tratta Bäretswil-Bauma, mentre nel 2018 le FFS cedettero alla Sursee-Triengen-Bahn (ST, concessionaria dell'omonima linea ferroviaria) la tratta Hinwil-Bäretswil; dal 1º gennaio 2019 la DVZO ha affidato alla ST la gestione della tratta Bäretswil-Bauma.

### Percorso

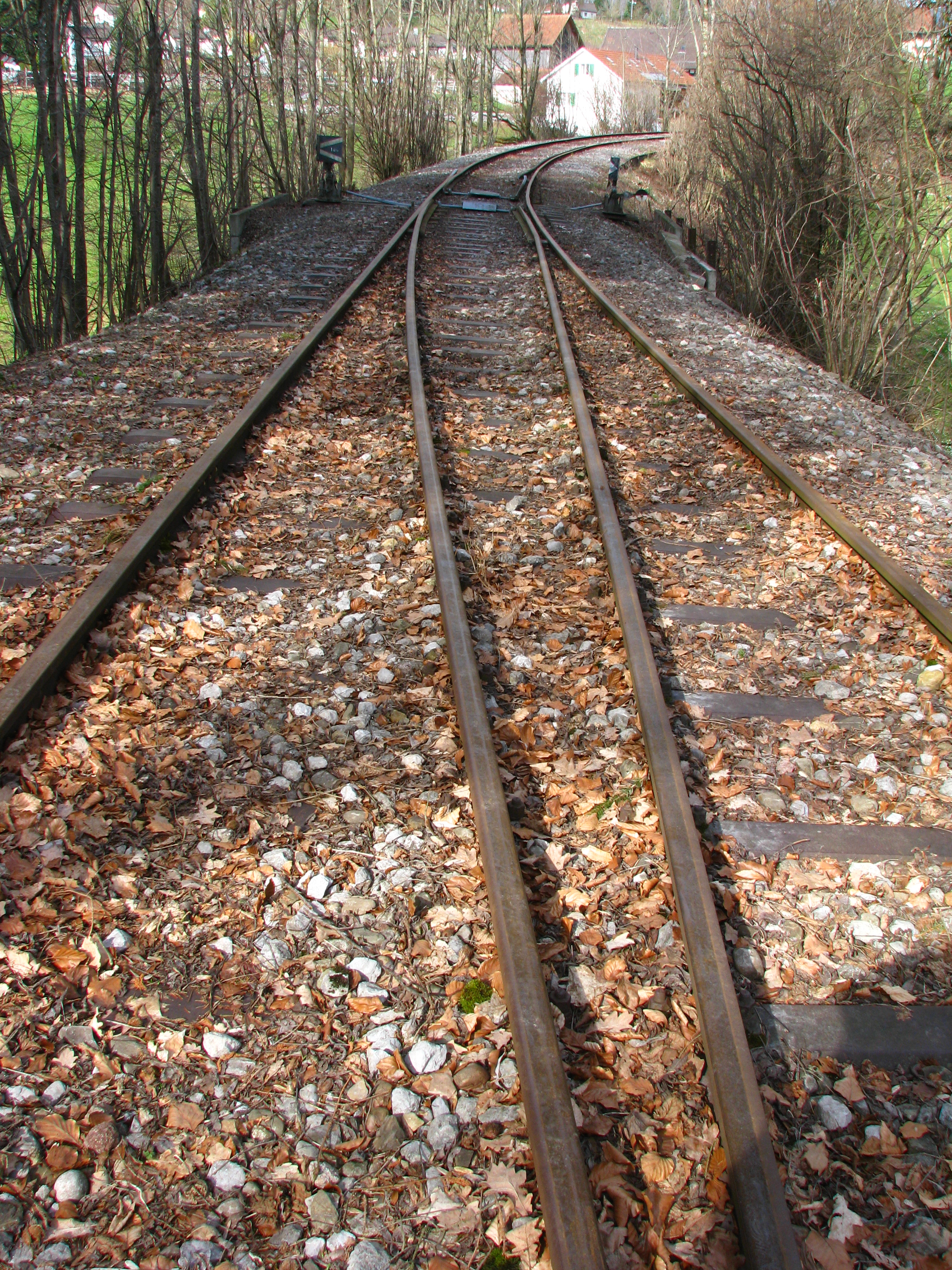
Resti della ferrovia; raccordo industriale a Bubikon

| Continuation backward |

| Station on track |

| Unknown route-map component "CONTgq" | Unknown route-map component "xABZgr" |  |

| Unknown route-map component "exBHF" |

| Unknown route-map component "ENDExa" |

| Unknown route-map component "eBHF" |

| Unknown route-map component "eHST" |

| Unknown route-map component "ENDE" |

| Unknown route-map component "CONTgq" | Unknown route-map component "ABZg+r" |  |

| Station on track |

|  | Unknown route-map component "xABZgl" | Unknown route-map component "CONTfq" |

| Unknown route-map component "exBHF" |

|  | Unknown route-map component "xABZg+l" | Unknown route-map component "CONTfq" |

| Station on track |

| Station on track |

| Unknown route-map component "hSTRae" |

| Unknown route-map component "STR+GRZq" |

| Station on track |

| Station on track |

| Unknown route-map component "hSTRae" |

| Unknown route-map component "CONTgq" | Unknown route-map component "ABZg+r" |  |

| Station on track |

| Continuation forward |